# Michaliny
Michaliny (biał. Міхаліно; ros. Михалино) – wieś na Białorusi, w obwodzie grodzieńskim, w rejonie brzostowickim, w sielsowiecie Ejsymonty.
W dwudziestoleciu międzywojennym wieś leżała w Polsce, w województwie białostockim, w powiecie grodzieńskim, w gminie Indura.
Według Powszechnego Spisu Ludności z 1921 roku wieś zamieszkiwało 132 osoby, wszystkie były wyznania prawosławnego i deklarowali białoruską przynależność narodową. Było tu 26 budynków mieszkalnych.
Miejscowość należała do parafii rzymskokatolickiej i parafii prawosławnej w Indurze.
Podlegała pod Sąd Grodzki w Indurze i Okręgowy w Grodnie; właściwy urząd pocztowy mieścił się w Indurze.
Skorowidz miejscowości z 1924 jak i z 1933 nazwę wsi podaje jako Michalin.